# Pallavolo ai XVI Giochi del Mediterraneo - Convocazioni al torneo femminile
Elenco delle giocatrici convocate per i XVI Giochi del Mediterraneo.

## Albania
| N° | Nome              | Ruolo | Data di nascita  | Squadra            |
| -- | ----------------- | ----- | ---------------- | ------------------ |
| -  | Hasan Gurabardhi  | All   | -                | -                  |
| 1  | Amarilda Prenga   | S     | 18 luglio 1981   | Laihian Lujattaret |
| 6  | Iva XhiXha        | S     | 23 dicembre 1988 | Barleti            |
| 7  | Kleda Shkurti     | -     | 23 febbraio 1986 | Volejbol Tirana    |
| 8  | Sindi Mizaku      | P     | 12 novembre 1988 | Skënderbeu         |
| 9  | Narisa Kuqi       | P     | 10 gennaio 1984  | Barleti            |
| 10 | Klonarda Nezaj    | C     | 20 giugno 1988   | Volejbol Tirana    |
| 11 | Ariola Prenga     | -     | 9 maggio 1986    | Barleti            |
| 12 | Rubena Sukaj      | -     | 8 luglio 1987    | Volejbol Tirana    |
| 13 | Esmeralda Tuci    | C     | 7 marzo 1986     | Studenti Tirana    |
| 15 | Enkeleda Braho    | S     | 23 gennaio 1992  | Partizani Tirana   |
| 16 | Dorina Hjsenbelli | -     | 4 dicembre 1986  | -                  |
| 18 | Xhozafa Sejfullai | L     | 29 aprile 1984   | Volejbol Tirana    |

## Algeria
| N° | Nome               | Ruolo | Data di nascita  | Squadra       |
| -- | ------------------ | ----- | ---------------- | ------------- |
| -  | Mouloud Ikhedji    | All   | -                | -             |
| 1  | Sehryne Hennaoui   | P     | 10 gennaio 1988  | Istres        |
| 2  | Yasmine Oudni      | S     | 2 agosto 1989    | GS Pétroliers |
| 3  | Salima Hammouche   | L     | 17 gennaio 1984  | GS Pétroliers |
| 8  | Zohra Bensalem     | S     | 5 aprile 1990    | ASW Béjaïa    |
| 9  | Narimene Madani    | S     | 12 marzo 1984    | GS Pétroliers |
| 10 | Fatma Zahra Oukazi | P     | 18 gennaio 1984  | GS Pétroliers |
| 11 | Mouni Abderrahim   | S     | 19 novembre 1985 | ASW Béjaïa    |
| 12 | Safia Boukhima     | S     | 10 gennaio 1991  | ASW Béjaïa    |
| 13 | Nawal Mansouri     | L     | 1º agosto 1985   | NC Béjaïa     |
| 14 | Faïza Tsabet       | S     | 22 marzo 1985    | Istres        |
| 17 | Lydia Oulmou       | C     | 2 febbraio 1986  | La Rochette   |
| 18 | Tassadit Aissou    | S     | 19 giugno 1989   | ASW Béjaïa    |

## Bosnia ed Erzegovina
| N° | Nome                | Ruolo | Data di nascita   | Squadra         |
| -- | ------------------- | ----- | ----------------- | --------------- |
| -  | Hamid Subasić       | All   | -                 | -               |
| 2  | Amira Sirotanović   | -     | 12 gennaio 1985   | Bihać           |
| 4  | Aleksandra Vidović  | -     | 29 ottobre 1991   | Kula Gradačac   |
| 5  | Dijana Vasić        | -     | 22 luglio 1983    | Jedinstvo Brčko |
| 6  | Milica Hrnjez       | -     | 17 agosto 1990    | Hercegovac      |
| 8  | Amela Hadzić        | -     | 30 gennaio 1987   | -               |
| 9  | Natasa Slijepcević  | -     | 22 dicembre 1990  | -               |
| 10 | Dragana Bartula     | -     | 26 aprile 1988    | Klek Srbijašume |
| 11 | Olivera Petricević  | -     | 19 luglio 1984    | -               |
| 12 | Brankica Mihajlović | -     | 13 aprile 1991    | Jedinstvo Brčko |
| 13 | Helena Kosutić      | -     | 30 settembre 1993 | -               |
| 14 | Sanja Kojic-Djurić  | -     | 4 febbraio 1991   | -               |
| 15 | Erna Sinanović      | L     | 27 settembre 1982 | Kula Gradačac   |

## Croazia
| N° | Nome                 | Ruolo | Data di nascita  | Squadra      |
| -- | -------------------- | ----- | ---------------- | ------------ |
| -  | Mirosla Aksentijević | All   | -                | -            |
| 2  | Ana Grbac            | P     | 23 marzo 1988    | Rijeka       |
| 3  | Jelena Balić         | -     | 4 luglio 1986    | -            |
| 4  | Marina Miletić       | L     | 21 febbraio 1983 | Rijeka       |
| 5  | Mirela Delić         | C     | 13 novembre 1981 | -            |
| 6  | Sanja Popović        | S     | 31 maggio 1984   | Chieri       |
| 7  | Cecilia Dujieć       | -     | 6 dicembre 1987  | -            |
| 8  | Mia Jerkov           | S/O   | 14 maggio 1986   | Brunelli     |
| 9  | Ilijana Dugandžić    | C     | 17 aprile 1981   | -            |
| 10 | Biljana Gligorović   | P     | 31 gennaio 1982  | Olympiakos   |
| 12 | Senna Ušić           | S     | 14 maggio 1986   | Cesena       |
| 15 | Ivana Miloš          | C     | 7 marzo 1986     | Rijeka       |
| 18 | Maja Poljak          | C     | 2 maggio 1983    | Türk Telekom |

## Francia
| N° | Nome                 | Ruolo | Data di nascita   | Squadra        |
| -- | -------------------- | ----- | ----------------- | -------------- |
| -  | Laurence Plasman     | All   | 2 luglio 1970     | -              |
| 1  | Chloe Gaudel         | S     | 11 dicembre 1984  | TPM            |
| 2  | Véronika Hudima      | S     | 8 luglio 1988     | RC Cannes      |
| 3  | Aminata Coulibaly    | S     | 27 settembre 1989 | ASPTT Mulhouse |
| 5  | Tetet Dembele        | C     | 13 settembre 1989 | RC Cannes      |
| 6  | Laurianne Delabarre  | P     | 24 aprile 1987    | La Rochette    |
| 7  | Mallory Steux        | P     | 24 ottobre 1988   | Villebon       |
| 8  | Rouguy Coulibaly     | S     | 26 febbraio 1989  | RC Cannes      |
| 9  | Laura Ong            | L     | 30 aprile 1989    | RC Cannes      |
| 10 | Marielle Alteirac    | C     | 2 luglio 1985     | Istres         |
| 11 | Anna Szerszen        | S     | 24 novembre 1988  | Ohio State     |
| 12 | Isaline Sager-Weider | C     | 5 luglio 1988     | ASPTT Mulhouse |

## Grecia
| N° | Nome                  | Ruolo | Data di nascita   | Squadra           |
| -- | --------------------- | ----- | ----------------- | ----------------- |
| -  | Georgios Lykoydis     | All   | -                 | -                 |
| 1  | Euaggelia Kyriakidou  | -     | 27 luglio 1981    | Īraklīs Salonicco |
| 2  | Anna Karpouza         | P     | 9 gennaio 1990    | -                 |
| 4  | Nikoletta Koutouxidou | P     | 10 gennaio 1980   | Panathīnaïkos     |
| 5  | Nikī Mouzakī          | -     | 10 gennaio 1990   | -                 |
| 6  | Elenī Kiosī           | S     | 27 febbraio 1985  | Īraklīs Salonicco |
| 7  | Geōrgia Tzanakakī     | C     | 1º dicembre 1980  | -                 |
| 8  | Maria Chatzīnikolaou  | C     | 30 settembre 1978 | Olympiakos        |
| 9  | Panagiōta Gkiouzelī   | -     | 17 marzo 1990     | -                 |
| 10 | Euaggelia Chrīstou    | -     | 7 ottobre 1987    | -                 |
| 11 | Sofia Drougka         | P     | 28 gennaio 1981   | Markopoulo        |
| 12 | Xanthī Mylōna         | L     | 27 maggio 1980    | Panathīnaïkos     |
| 15 | Evaggelia Chantava    | S     | 26 ottobre 1990   | Īraklīs Salonicco |

## Italia
| N° | Nome                | Ruolo | Data di nascita   | Squadra            |
| -- | ------------------- | ----- | ----------------- | ------------------ |
| -  | Massimo Barbolini   | All   | 29 agosto 1964    | -                  |
| 2  | Simona Rinieri      | S     | 1º settembre 1977 | Giannino Pieralisi |
| 3  | Paola Croce         | L     | 6 marzo 1978      | River              |
| 4  | Monica Ravetta      | S/O   | 29 agosto 1985    | Busto Arsizio      |
| 5  | Giulia Rondon       | P     | 16 ottobre 1987   | Sassuolo           |
| 6  | Francesca Marcon    | S     | 9 luglio 1983     | Spes Conegliano    |
| 7  | Martina Guiggi      | C     | 1º maggio 1984    | Robursport Pesaro  |
| 8  | Jenny Barazza       | C     | 24 luglio 1981    | Bergamo            |
| 9  | Manuela Secolo      | S     | 22 febbraio 1977  | Olympiakos         |
| 12 | Francesca Piccinini | S     | 10 gennaio 1979   | Bergamo            |
| 14 | Eleonora Lo Bianco  | P     | 22 dicembre 1979  | Bergamo            |
| 17 | Simona Gioli        | C     | 17 settembre 1977 | Dinamo Mosca       |
| 18 | Taismary Agüero     | S/O   | 5 marzo 1977      | Türk Telekom       |

## Turchia
| N° | Nome                 | Ruolo | Data di nascita | Squadra       |
| -- | -------------------- | ----- | --------------- | ------------- |
| -  | Alessandro Chiappini | All   | 31 gennaio 1969 | -             |
| 1  | Pelin Çelik          | P     | 23 maggio 1982  | Karşıyaka     |
| 2  | Gizem Güreşen        | L     | 14 gennaio 1987 | Galatasaray   |
| 3  | Nihan Yeldan         | L     | 7 febbraio 1982 | VakıfBank GS  |
| 5  | Gökçen Denkel        | C     | 2 agosto 1985   | Eczacıbaşı    |
| 8  | Bahar Toksoy         | C     | 6 febbraio 1988 | VakıfBank GS  |
| 9  | Deniz Hakyemez       | S     | 3 febbraio 1983 | VakıfBank GS  |
| 10 | Özge Kırdar          | P     | 26 giugno 1985  | İller Bankası |
| 11 | Naz Aydemir          | P     | 14 agosto 1990  | Eczacıbaşı    |
| 12 | Esra Gümüş           | C     | 2 ottobre 1982  | Eczacıbaşı    |
| 16 | İpek Soroğlu         | C     | 12 marzo 1985   | Beşiktaş      |
| 17 | Neslihan Demir       | S/O   | 9 dicembre 1983 | VakıfBank GS  |
| 18 | Seda Tokatlıoğlu     | S     | 25 giugno 1986  | Fenerbahçe    |